# ماینکرفت: حالت داستانی
ماینکرفت: حالت داستانی یا ماینکرفت: استوری مود (به انگلیسی: Minecraft: Story Mode) یک بازی ویدئویی ماجراجویی گرافیکی اپیزودیک پوینت اند کلیک است که توسط تل‌تیل گیمز طراحی و منتشر شده‌است.